# Hollandale (Minnesota)
Hollandale és una població dels Estats Units a l'estat de Minnesota. Segons el cens del 2000 tenia 292 habitants.

## Demografia
Segons el cens del 2000, Hollandale tenia 292 habitants, 131 habitatges, i 88 famílies. La densitat de població era de 262,2 habitants per km².
Dels 131 habitatges en un 25,2% hi vivien nens de menys de 18 anys, en un 55% hi vivien parelles casades, en un 6,1% dones solteres, i en un 32,8% no eren unitats familiars. En el 32,1% dels habitatges hi vivien persones soles el 16% de les quals corresponia a persones de 65 anys o més que vivien soles. El nombre mitjà de persones vivint en cada habitatge era de 2,23 i el nombre mitjà de persones que vivien en cada família era de 2,73.
Per edats la població es repartia de la següent manera: un 22,9% tenia menys de 18 anys, un 5,8% entre 18 i 24, un 25,3% entre 25 i 44, un 19,5% de 45 a 60 i un 26,4% 65 anys o més.
L'edat mediana era de 42 anys. Per cada 100 dones de 18 o més anys hi havia 89,1 homes.
La renda mediana per habitatge era de 26.250 $ i la renda mediana per família de 41.875 $. Els homes tenien una renda mediana de 33.214 $ mentre que les dones 20.313 $. La renda per capita de la població era de 15.972 $. Entorn de l'11,8% de les famílies i el 15,2% de la població estaven per davall del llindar de pobresa.

## Poblacions més properes
El següent diagrama mostra les poblacions més properes.